# 張元 (1943年)
張元（1943年—），生於重慶，歷史學者，專長於中國通史、宋史、《資治通鑑》、歷史教育，長期任教於國立清華大學，並為該校歷史研究所榮譽退休教授。曾任刊物《清華歷史教學 （页面存档备份，存于）》主編、International Review of History Education編輯委員。

## 生平
1964年，張元取得國立臺灣大學歷史學系學士學位。1965年到1966年間，他曾在臺中縣立龍井初級中學擔任歷史學教師。
1966年，他進入國立臺灣大學歷史研究所進修，並在1969年取得碩士學位，又在1975年取得歷史博士學位。畢業後，他至東吳大學擔任歷史學教授。
1986年開始，他至國立清華大學任教，並在2009年退休後獲頒榮譽退休教授頭銜，擔任該校歷史研究所特聘兼任教授至今。
2001年至2003年間，他曾參與中華民國普通高級中學歷史課程綱要（以下簡稱「高中歷史課綱」）修定；在該課綱中，臺灣史首次被獨立成冊，成為獨立課程，但他也因此遭受政治壓力並在不久後退出相關職務。

## 事件

### 九五暫綱爭議
為配合九年一貫課程的實施，中華民國教育部開始對其《普通高級中學課程綱要》進行修定。2001年4月，教育部長黃榮村聘請張元擔任高中歷史課綱專案小組召集人。
2003年6月，高中歷史課綱草案對外公布。2003年9月19日，國立臺灣大學歷史學系教授吳展良投書《中國時報》批評該課綱將明朝之後的中國史放到世界史中講述，以及將臺灣史獨立成冊，是基於民主進步黨「一邊一國」乃至「兩國論」的史觀而設計，他因而主張將臺灣史放在中國史的脈絡中講述。時任國立政治大學歷史系教授的王壽南批評這是民主進步黨一貫去中國化政策的做法。親民黨立法委員李慶華、李慶安兄妹召開記者會；李慶華批評該課綱是根據根據杜正勝的同心圓史觀而設計，屬於臺獨史觀。中國國民黨立法委員洪秀柱同樣批評該措施為臺獨史觀之表現，並認為臺灣史不能獨立在中國史之外教授。
隨著爭議擴大，張元曾向社會各界解釋該課綱並不是根據杜正勝的同心圓史觀來設計，而是由教育專業出發而設計；此外，他個人也不支持臺獨，而是支持維持現狀的統派。但因政治壓力，張元與林麗月在2003年底退出高中歷史課綱修定小組。
該課綱在黃榮村擔任部長時因而曾被暫時擱置，但在杜正勝上任部長後被重新推動並改稱「95暫綱」。